# Lindsey Wright
Lindsey Elizabeth Wright (Tunbridge Wells, 31 december 1979) is een Australische golfprofessional die golft op de ALPG Tour en de LPGA Tour.

## Loopbaan
Wright begon op 9-jarige leeftijd te golfen. In 2003 werd ze golfprofessional en debuteerde ze zowel op de ALPG Tour als de Futures Tour.
In 2003 behaalde ze haar eerste profzege op de Futures Tour waar ze de GE FUTURES Professional Golf Classic won. In 2004 won ze twee toernooien op de Futures Tour. Op het einde van het seizoen 2003 kreeg ze een speelkaart voor de LPGA Tour. In 2004 maakte ze haar debuut op de LPGA Tour.
Op 1 december 2004 behaalde ze haar eerste zege op de ALPG Tour door de Catalina Country Club Pro-Am te winnen. Op 19 februari 2012 behaalde ze haar tweede zege op de ALPG Tour door het ISPS Handa New Zealand Women's Open te winnen. Het toernooi stond ook op de kalender van de Ladies European Tour en na haar zege kreeg ze van de LET een speelkaart voor de resterende toernooien van de LET.

## Prestaties

### Amateur
- 2001: NCAA Division I Women’s Golf Championship

### Professional
ALPG Tour
| Nr. | Datum            | Toernooi                            | Score        | Score | Info                           |
| --- | ---------------- | ----------------------------------- | ------------ | ----- | ------------------------------ |
| 1   | 1 december 2004  | Catalina Country Club Pro-Am        | 65-74=139    | –5    | 36-holes (weersomstandigheden) |
| 2   | 19 februari 2012 | ISPS Handa New Zealand Women's Open | 70-68-68=206 | –10   | [ 2 ] [ 3 ] [ 5 ]              |

Futures Tour
| Nr. | Datum        | Toernooi                                    | Score           | Score | Info                                             |
| --- | ------------ | ------------------------------------------- | --------------- | ----- | ------------------------------------------------ |
| 1   | 20 juli 2003 | GE FUTURES Professional Golf Classic        | 74-72-70-69=285 | –8    | Won de play-off van Michelle Fuller en Lisa Hall |
| 2   | 9 mei 2004   | Isleta Casino & Resort FUTURES Gold Classic | 68-69-66=203    | –13   |                                                  |
| 3   | 6 juni 2004  | Bank of Ann Arbor FUTURES Golf Classic      | 69-67-72=208    | –13   |                                                  |

## Teamcompetities
Amateur
- Espirito Santo Trophy ( AUS): 2002 (winnaars)

Professional
- World Cup ( AUS): 2007, 2008
- International Crown ( AUS): 2014